# Eek (Alasca)
Eek é uma cidade localizada no estado americano de Alasca, no Condado de Berrien.

## Demografia
Segundo o censo americano de 2000, a sua população era de 280 habitantes.
Em 2006, foi estimada uma população de 282, um aumento de 2 (0.7%).

## Geografia
De acordo com o United States Census Bureau, a localidade tem uma área de 2,7 km², dos quais 2,4 km² cobertos por terra e 0,3 km² cobertos por água.

## Localidades na vizinhança
O diagrama seguinte representa as localidades num raio de 64 km ao redor de Eek.